# Revolver (wapen)

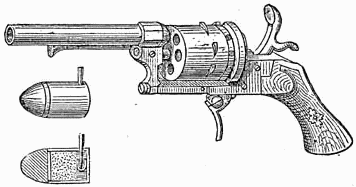
Lefaucheux-revolver met patronen

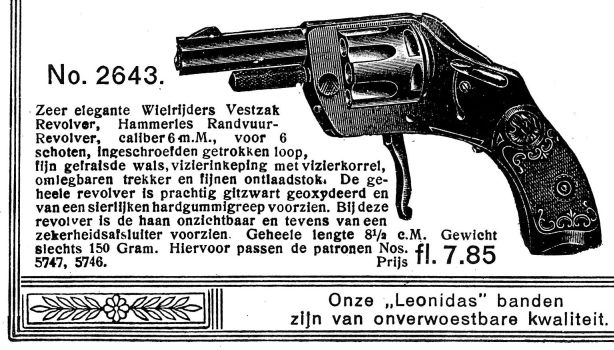
Wielrijdersvestzakrevolver in Leonidas prijscourant (1913)

Een revolver is een vuistvuurwapen waarmee meerdere schoten kunnen worden gelost zonder te herladen. Kenmerkend aan de revolver is de trommel (engels cylinder) met een aantal kamers, veelal zes, waarin de patronen zich bevinden. 
Dit is anders dan bij een semi-automatisch pistool, waar de patronen in een aparte houder zitten die in de kolf wordt geschoven. Revolvers zijn lomper en onhandiger dan semi-automatische pistolen, en kunnen minder patronen bevatten, maar hebben de reputatie dat ze minder storingsgevoelig zijn en makkelijker schoon te maken en te onderhouden zijn.

## Werking
De trommel kan worden uitgeklapt om ze te vullen met patronen of om de verschoten hulzen daaruit te verwijderen. Bij een single-action-uitvoering moet de haan voor een schot met de hand worden gespannen, waarbij automatisch de trommel één positie verder wordt gedraaid zodat een nieuwe patroon afgevuurd kan worden. Bij een double-action-uitvoering kan men kiezen tussen zelf de haan spannen en de trekker overhalen zoals bij de single-action-uitvoering, of alleen de trekker overhalen, waarbij de haan wordt gespannen, de kamer een patroon verder draait en uiteindelijk de haan wordt losgelaten, waarbij het schot afgaat. 

## Wilde westen
De revolver speelt een belangrijke rol in Wild West-verhalen en films. Cowboys worden daar meestal afgebeeld met een revolver, die, als hij niet wordt gebruikt, in een holster aan de heup hangt. Daarbij heten revolvers soms six-shooters genoemd, naar het aantal schoten dat met een gangbaar model gelost kan worden zonder te herladen.

## Overige populaire toepassingen
De trommel kan, al dan niet uitgeklapt, ook met de hand gedraaid worden en niet alle kamers hoeven gevuld te worden met patronen. Deze zaken spelen een rol bij varianten van Russische roulette.

## Uitvinding
Samuel Colt wordt meestal als uitvinder van de revolver genoemd. Na in 1836 patent op het wapen te hebben ontvangen, produceerde zijn gelijknamige, in 1847 opgerichte wapenfabriek er talloze van. Maar ook de uit Boston afkomstige Elisha Collier maakte aanspraak op de titel 'uitvinder van de revolver'. Hij ontwikkelde al rond 1815 (als exact jaar wordt 1814 of 1818 genoemd) een soortgelijk wapen, waarvan enkele jaren later in Londen door John Evans & Son grote aantallen werden gefabriceerd.

## Productie
Revolvers zijn gefabriceerd in tal van kalibers en maten.